# Mont-Riding (circonscription fédérale)
Pour la circonscription provinciale, voir Mont-Riding.
Circonscription électorale fédérale du Canada
Mont-Riding (auparavant Dauphin—Swan River—Neepawa) est une circonscription électorale fédérale canadienne du Manitoba. 

## Géographie
Elle comprend :
- Les villes de Dauphin, Sainte-Rose du Lac, Hamiota, Binscarth, Russell, Rossburn, Shoal Lake, Erickson, Minnedosa, Grandview, Neepawa, MacGregor, Gladstone, Winnipegosis et de  Swan River
- Le village de Saint-Lazare
- Les communautés de Miniota, Woodworth et de Gilbert Plains

Les circonscriptions limitrophes sont Churchill—Keewatinook Aski, Selkirk—Interlake—Eastman, Portage—Lisgar et Brandon—Souris au Manitoba, ainsi que Yorkton—Melville et Souris—Moose Mountain en Saskatchewan.

## Historique
La circonscription de Dauphin—Swan River—Neepawa est créée à la suite du redécoupage de la carte électorale de 2013 à partir d'une partie des circonscriptions de Brandon—Souris, Dauphin—Swan River—Marquette et Portage—Lisgar.
À la suite du redécoupage de la carte électorale de 2022-2023, la circonscription est renommée Mont-Riding. Son territoire demeure le même à l'exception de deux parties au sud qui sont cédées à la circonscription de Brandon—Souris, dont la réserve amérindienne de Sioux Valley First Nation, et d'une partie qui est gagnée au sud-est au détriment de la circonscription de Portage—Lisgar.

## Députés
| Législature | Années        | Député        | Parti | Parti        |
| --- | ------------- | ------------- | ----- | ------------ |
| Dauphin—Swan River—Neepawa issue d'une partie de Brandon—Souris, Dauphin—Swan River—Marquette et Portage—Lisgar |               |               |       |              |
| 42e | 2015–2019     | Robert Sopuck |       | Conservateur |
| 43e | 2019–2021     | Dan Mazier    |       | Conservateur |
| 44e | 2021–2025     | Dan Mazier    |       | Conservateur |
| Mont-Riding |               |               |       |              |
| 45e | 2025–en cours | Dan Mazier    |       | Conservateur |

## Résultats électoraux
Modèle:Élection générale canadienne de 2025 — Mont-Riding
Le premier scrutin a lieu en 2015.
|       | Candidat          | Parti        | # de voix | % des voix |
|       | (X) Robert Sopuck | Conservateur | +19 276,  | 46,34 %    |
|       | Ray Piché         | Libéral      | +12 276,  | 29,51 %    |
|       | Laverne Lewycky   | NPD          | +05 097,  | 12,25 %    |
|       | Kate Storey       | Vert         | +01 592,  | 3,83 %     |
|       | Inky Mark         | Indépendant  | +03 357,  | 8,07 %     |
| Total | Total             | Total        | 41 598    | 100 %      |